# ساتیاگراها (اپرا)

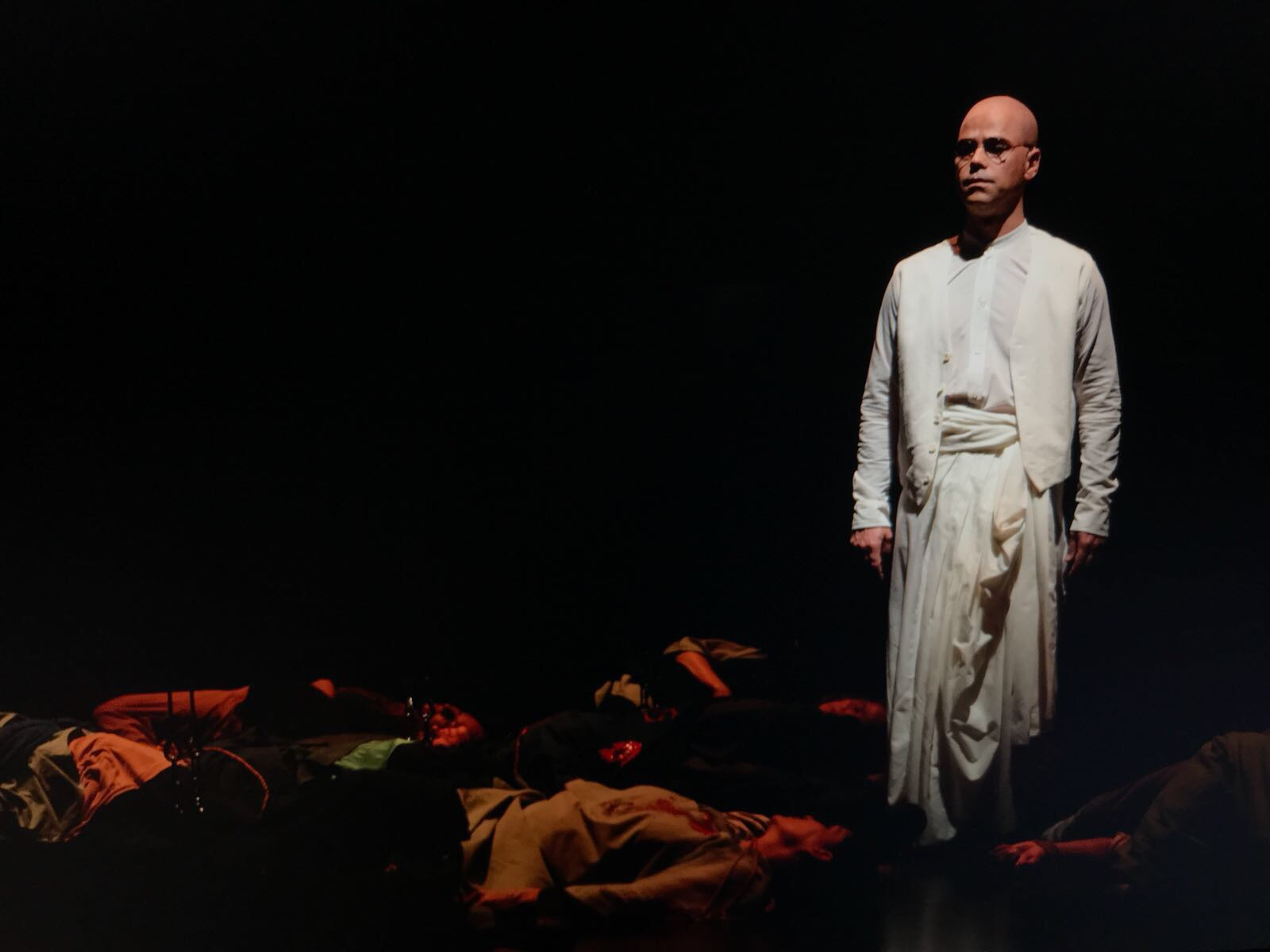
نمونه ای از ساتیاگراها

ساتیاگراها (‎/sʌtˈjɑːɡrəhə/‎؛ سانسکریت सत्याग्रह، به معنی «پافشاری بر حقیقت») اپرایی در سه پرده اثر فیلیپ گلس می‌باشد که بر پایه زندگی ماهاتما گاندی، رهبر مبارزات بدون خشونت کشور هند، ساخته شده‌است. این اپرا قسمت دوم از اپراهای «Portrait Trilogy»ی گلس می‌باشد که راجع به زندگی افرادی است که دنیا را تغییر داده‌اند. این سه‌گانه همچنین شامل Einstein on the Beach و Akhnaten نیز می‌باشد. بازیگران این اپرا شامل دو سوپرانو، دو متزوسوپرانو، دو تنور، یک باریتون و دو باس و گروه کر است. ارکستر از سازهای زهی و بادی، بدون سازهای کوبه‌ای و برنجی، تشکیل شده‌است.
این اپرا به نام ساتیاگراها که نام روش مبارزهٔ بدون خشونت گاندی علیه بی‌عدالتی است، نامگذاری شده‌است. متن اپرا که به زبان سانسکریت ادا می‌شود از متن اصلی Bhagavad Gita برداشت شده‌است. Bhagavad Gita قسمتی از Mahabharata منظومهٔ حماسی هند می‌باشد.
اپرا در سه پرده که هر کدام به نام یک نفر از شخصیت‌های مهم فرهنگی می‌باشد تنظیم شده‌است: لئو تولستوی، رابیندرانات تاگور، مارتین لوتر کینگ.
منتقد اپرا، هنری‌هایت، Henry Heidt، راجع به این اثر گفته‌است «این اثر به خوبی نامگذاری شده‌است زیرا تماشاگر عمیقاً خودش را متعهد به عملی بدون خشونت می‌کند از آنجا که وی باید در طول اجرای اثر در جای خود بنشیند.»